# Bukit Glumpang
Bukit Glumpang är ett berg i Indonesien.   Det ligger i provinsen Aceh, i den västra delen av landet, 1 600 km nordväst om huvudstaden Jakarta. Toppen på Bukit Glumpang är 21 meter över havet.
Terrängen runt Bukit Glumpang är platt. Trakten runt Bukit Glumpang består huvudsakligen av våtmarker.